# Onze d'or 1998
 (décembre 2022).
Si vous disposez d'ouvrages ou d'articles de référence ou si vous connaissez des sites web de qualité traitant du thème abordé ici, merci de compléter l'article en donnant les références utiles à sa vérifiabilité et en les liant à la section « Notes et références ».
Le Onze d'or 1998 est un trophée récompensant les meilleurs footballeurs de l'année remis par le magazine français Onze Mondial.
Le trophée est remporté par Zinédine Zidane. Il succède ainsi à Ronaldo. Après Michel Platini, Jean-Pierre Papin et Eric Cantona, le Marseillais est le quatrième Français à recevoir cette distinction. Il devance Fabien Barthez et Emmanuel Petit. 
La liste des joueurs ayant été nommés pour le Onze d'or 1998  est publiée dans Onze Mondial en novembre 1998. Après un vote des lecteurs du magazine et des téléspectateurs de Téléfoot, les résultats sont annoncés début décembre.

## Gardiens
- Fabien Barthez (AS Monaco)
- Bodo Illgner (Real Madrid)
- Michael Konsel (AS Rome)
- Gianluca Pagliuca (Inter Milan)
- Angelo Peruzzi (Juventus FC)
- David Seaman (Arsenal FC)
- Peter Schmeichel (Manchester United)
- Edwin van der Sar (Ajax Amsterdam)

## Arrières centraux
- Tony Adams (Arsenal FC)
- Rafael Alkorta (Athletic Bilbao)
- Laurent Blanc (Olympique de Marseille)[5]
- Fabio Cannavaro (Parme AC)
- Frank de Boer (Ajax Amsterdam)[5]
- Marcel Desailly (Milan AC/Chelsea FC)[5]
- Fernando Hierro (Real Madrid)
- Frank Lebœuf (Chelsea FC)
- Lothar Matthäus (Bayern Munich)
- Sinisa Mihajlovic (Sampdoria Gênes/Lazio Rome)
- Jaap Stam (PSV Eindhoven/Manchester United)
- Christian Wörns (Bayer Leverkusen/Paris SG)

## Arrières gauches
- Vincent Candela (AS Rome)
- Roberto Carlos (Real Madrid)[5]
- Robert Jarni (Betis Séville/Real Madrid)[5]
- Graeme Le Saux (Chelsea FC)
- Bixente Lizarazu (Bayern Munich)
- Paolo Maldini (Milan AC)
- Arthur Numan (PSV Eindhoven)
- Sergi Barjuán (FC Barcelone)
- Michael Tarnat (Bayern Munich)

## Arrières droits
- Cafu (AS Rome)
- Gary Neville (Manchester United)
- Christian Panucci (Real Madrid)
- Dan Petrescu (Chelsea FC)
- Lilian Thuram (Parme AC)[5]
- Javier Zanetti (Inter Milan)

## Milieux défensifs
- Sergio Conceiçao (FC Porto/Lazio Rome)
- Didier Deschamps (Juventus FC)
- Luigi Di Biagio (AS Rome)
- Paul Ince (Liverpool FC)
- Jens Jeremies (TSV Munich 1860/Bayern Munich)
- Sunday Oliseh (Ajax Amsterdam)
- Emmanuel Petit (Arsenal FC)
- Fernando Redondo (Real Madrid)
- Michael Schjonberg (1. FC Kaiserslautern)
- Patrick Vieira (Arsenal FC)

## Milieux relayeurs
- Alain Boghossian (Sampdoria Gênes/Parme AC)
- Edgar Davids (Juventus FC)
- Ronald de Boer (Ajax Amsterdam)
- Vladimir Jugovic (Lazio Rome/Atletico Madrid)
- Christian Karembeu (Real Madrid)
- Pavel Nedved (Lazio Rome)
- Diego Simeone (Inter Milan)
- Mario Stanic (Parme AC)
- Juan Sebastián Verón (Sampdoria Gênes/Parme AC)

## Milieux offensifs
- Roberto Baggio (Bologne FC 1909/Inter Milan)
- Krasimir Balakov (VfB Stuttgart)
- David Beckham (Manchester United)
- Youri Djorkaeff (Inter Milan)
- Luís Figo (FC Barcelone)
- Mustapha Hadji (Deportivo La Corogne)
- Jari Litmanen (Ajax Amsterdam)
- Hidetoshi Nakata (Bellmare Hiratsuka/Pérouse Calcio)
- Augustine Okocha (Besiktas JK/Paris SG)
- Ariel Ortega (Valence CF/Sampdoria Gênes)
- Robert Pirès (FC Metz/Olympique de Marseille)
- Rivaldo (FC Barcelone)
- Clarence Seedorf (Real Madrid)
- Marc Wilmots (Schalke 04)
- Zinédine Zidane (Juventus FC)

## Attaquants
- Nicolas Anelka (Arsenal FC)
- Shota Arveladze (Ajax Amsterdam)
- Gabriel Batistuta (ACF Fiorentina)
- Dennis Bergkamp (Arsenal FC)
- Oliver Bierhoff (Udinese/Milan AC)
- Philip Cocu (PSV Eindhoven/FC Barcelone)
- Hernán Crespo (Parme AC)
- Alessandro Del Piero (Juventus FC)
- Denilson (São Paulo FC/Betis Séville)
- Giovane Élber (Bayern Munich)
- Tore Andre Flo (Chelsea FC)
- Ryan Giggs (Manchester United)
- Stéphane Guivarc'h (AJ Auxerre/Newcastle United)
- Thierry Henry (AS Monaco)
- Victor Ikpeba (AS Monaco)
- Adrian Ilie (Valence CF)
- Mário Jardel (FC Porto)
- Ulf Kirsten (Bayer Leverkusen)
- Patrick Kluivert (Milan AC/FC Barcelone)
- Brian Laudrup (Glasgow Rangers/Chelsea FC)
- Claudio Lopez (Valence CF)
- Predrag Mijatovic (Real Madrid)
- Fernando Morientes (Real Madrid)
- Marc Overmars (Arsenal FC)
- Michael Owen (Liverpool FC)
- Raul (Real Madrid)
- Ronaldo (Inter Milan)
- Marcelo Salas (CA River Plate/Lazio Rome)
- Andriy Shevchenko (Dynamo Kiev)
- Alan Shearer (Newcastle United)
- Davor Suker (Real Madrid)
- David Trezeguet (AS Monaco)
- Christian Vieri (Atletico Madrid/Lazio Rome)
- Iván Zamorano (Inter Milan)
- Gianfranco Zola (Chelsea FC)

## Entraîneurs
- Miroslav Blazevic (Équipe de Croatie)
- Sven-Göran Eriksson (SS Lazio Rome)
- Luis Fernandez (Athletic Bilbao)
- Guus Hiddink (Équipe des Pays-Bas/Real Madrid)
- Jupp Heynckes (Real Madrid)
- Aimé Jacquet (Équipe de France)
- Marcello Lippi (Juventus FC)
- Luigi Simoni (Inter Milan)
- Giovanni Trapattoni (Bayern Munich/ACF Fiorentina)
- Arsène Wenger (Arsenal FC)